# Bisamine
Bisamine (IUPAC-naam: 4-[(4-amino-3-chloorfenyl)methyl]-2-chlooraniline) is een organische verbinding met als brutoformule C13H12Cl2N2. De stof komt voor als kleurloze kristallen of als lichtbruine korrels, die onoplosbaar zijn in water.
Bisamine wordt gebruikt bij de productie van polyurethanen. Handelsnamen van de stof zijn: Bisamine S, Bisamine A, Cuamine M, Cuamine MT, Curalin M, Curalon M, Curene 442 en Diamet Kh

## Toxicologie en veiligheid
De stof ontleedt bij verhitting boven 200°C of bij verbranding, met vorming van giftige en corrosieve dampen, waaronder waterstofchloride en stikstofoxiden. Bisamine is een zwakke base en ook de oplossing is basisch. De stof reageert met sommige metalen zoals aluminium, magnesium en kalium.
De stof kan effecten hebben op het bloed, met als gevolg de vorming van methemoglobine. Ze is waarschijnlijk kankerverwekkend bij de mens en kan genetische afwijkingen veroorzaken. In het lichaam wordt het afgebroken door het enzym CYP2A6 (cytochroom P450 2A6).